# Atanasoff-Nunatak
Der Atanasoff-Nunatak (bulgarisch Атанасов нунатак Atanasow nunatak) ist ein 550 m hoher und spitzer Nunatak auf der Livingston-Insel im Archipel der Südlichen Shetlandinseln. Er ragt 4,1 km östlich des Mount Bowles, 3,37 km nordöstlich des Kuzman Knoll und 6,45 km nordnordwestlich des Great Needle Peak am östlichen Ausläufer des Bowles Ridge auf. Der Huron-Gletscher liegt südlich und östlich von ihm.
Die bulgarische Kommission für Antarktische Geographische Namen benannte ihn 2002 nach dem bulgarischstämmigen US-amerikanischen Computerpionier John Atanasoff (1903–1995).